# Amisianá
Amisianá (Amisiana) är en ort i Grekland.   Den ligger i prefekturen Nomós Kaválas och regionen Östra Makedonien och Thrakien, i den nordöstra delen av landet, 300 km norr om huvudstaden Aten. Amisianá ligger 82 meter över havet och antalet invånare är 927.
Terrängen runt Amisianá är kuperad åt sydost, men åt nordväst är den platt. Havet är nära Amisianá åt sydost.  Närmaste större samhälle är Kavála, 5,8 km öster om Amisianá. 